# Family 2
Family 2 (en japonés: FAMILY 2 ファミリー 2, Famiri 2?) es una película japonesa  sobre la yakuza dirigida por Takashi Miike, lanzada en 2001 directamente a vídeo (VHS), y basada en un manga creado por Hisao Maki e ilustrado por Eishi Kimura. Esta película es una secuela de Family, también dirigida por Takashi Miike, y juntas componen la saga Family completa.

## Argumento
Después de atacar la sede de Mutsumi con un tanque, Takashi y su esposa ya rescatada, Mariko, se esconden con el Sr. Shao en Chinatown. Mientras Hideshi que continuaba buscando a Takeshi, lo encuentra trabajando con un disfraz de cocodrilo vendiendo globos. Takeshi visita a su madre Haruko en el asilo, y entonces ella lo llama Iwaida, confundida, le revela que quedó embarazada de Iwaida, decidió tener ese hijo, criarlo, y llamarlo Takeshi. Hideshi confirma esta historia cuando Takeshi lo visita, pero se pregunta, por qué el Sr. Nishiwaki elegiría que Takeshi para matar a Iwaida si sabía que este era el padre de Takeshi. Hideshi encuentra algo extraño en el asesinato y comienza a investigar, descubriendo los verdaderos motivos detrás de este asesinato. 

## Reparto
| Actor            | Papel        |
| ---------------- | ------------ |
| Ken'ichi Endô    | Kenmochi     |
| Kojiro Hongo     |              |
| Koichi Iwaki     | Hideshi Miwa |
| Taishu Kase      | Takeshi Miwa |
| Ryuji Katagiri   |              |
| Kazuya Kimura    | Takashi Miwa |
| Toshiya Nagasawa |              |
| Yōko Natsuki     |              |
| Marumi Shiraishi |              |
| Rikiya Yasuoka   |              |
| Shigenobu Yasuda |              |
| Naoko Inoue      |              |

## Lanzamiento
Family tuvo una proyección anticipada en teatro Tenroku Hokutenza de Osaka el 10 de marzo de 2001.Luego se estrenó, y se estuvo proyectando, en el Ginza Cine Pathos de Tokio, el 31 de marzo de 2001.La película duraba cerca de dos horas (111 min.), pero para su lanzamiento en VHS se cortó y fue editada en dos partes con más duración en conjunto, (parte 1: 78 min.) (parte 2: 80 min.) 
- FAMILY. Estrenada el 31 de marzo de 2001 en cines, y distribuida por Museum en VHS en Japón.
- FAMILY 2. Publicada el 21 de septiembre de 2001 directamente a vídeo (VHS), distribuida por Museum en Japón.

Fue editada en DVD fuera de Japón por Film 2000 Japan y Tokyo Shock entre otras distribuidoras. Hubo alguna edición que incluía las dos partes de Family, como: "Takashi Miike's Family saga", y una especial llamada "Takashi Miike Collection DVD", con 4 DVDs, que contienen: Bodyguard Kiba, Bodyguard Kiba: Apocalypse Of Carnage, Family y Family 2.

## Recepción
Pedro Morata en una reseña para Asian Movie Pulse, escribió: «Tiene algunos momentos buenos y salvables, por supuesto, pero ni siquiera el propio Miike es capaz de salvar la mediocridad. Además, el aspecto de la película luce horrible, y no hablo sólo de la cinematografía en sí, porque estamos acostumbrados a ver películas de bajo presupuesto directas a video de los primeros años de Miike. Por otro lado, las actuaciones quizá sean lo más rescatable, al margen de algunas secuencias de acción. En definitiva, “Familia 1 y 2” no aporta nada nuevo al género ni a ninguna película que hayas visto del director, por lo que no pasará nada si te la pierdes. Sólo vale la pena verlo si quieres experimentar en su totalidad la extensa filmografía del gran Takashi Miike».
En una reseña de Asiaphilie, comentaron: «Esta película carece de la pizca de locura, la brillante alquimia y la creatividad desenfrenada que suelen hacer interesantes las películas de Miike. Éste consigue aburrir (lo cual es raro) a pesar de las numerosas escenas de acción y de actores que no son nada malos. Para los fanáticos todavía se puede ver, pero no va más allá del nivel de una película de acción básica, aunque algunas locuras al estilo Miike se han infiltrado en la trama. Desafortunadamente, no son lo suficientemente numerosas ni completas para salvar la película».